# Ямница (Ивано-Франковская область)
Я́мница (укр. Ямниця) — село в Ивано-Франковском районе Ивано-Франковской области Украины. Административный центр Ямницкой сельской общины.
Население по переписи 2001 года составляло 3358 человек. В 2024 году в селе проживало более 3 тысяч человек. Занимает площадь 20,76 км². Почтовый индекс — 77422. Телефонный код — 03436.

## Персоналии
- Иван Смицнюк — защитник прав крестьян.